# スイス社会民主党
スイス社会民主党（スイスしゃかいみんしゅとう、ドイツ語: Sozialdemokratische Partei der Schweiz、フランス語: Parti socialiste suisse、イタリア語: Partito Socialista Svizzero、ロマンシュ語: Partida Socialdemocrata de la Svizra、英語: Social Democratic Party of Switzerland）は、1888年10月21日に設立されたスイスの中道左派・左翼政党。現在、国内の4つの主要政党のうち、スイス国民党に次ぐ規模を誇る。また、スイス国内では欧州連合への加盟に最も積極的な党とされている（ただし、これまでの国民投票において批准に必要な票数を獲得していない）。なお党名はフランス語、イタリア語ではスイス社会党となる。

## 綱領
大きな政府や地球温暖化の緩和など環境政策、外国人移民の受け入れ、平和主義に基づく国防の推進といった、古典的な社会民主主義の立場を表明している。

### 経済政策
富裕層に対する減税に反対し、あらゆる税率の調和を通じて富の再分配を図る。また、民営化や公営企業にも懐疑的ではあるものの、農業や並行輸入の分野では競争を促す方針を採っている。

### 社会政策
社会的平等と開かれた社会の実現に取り組む。それ故、託児所の増設や非常勤雇用の促進を通じて、女性の社会進出をし易くする。また、性差に基づく賃金差別を無くすなど性的平等の強化を目指す。外国人の受け入れについては、入国直後に行う移民手続を維持する。この他、ヘロインや大麻など法律で規制されている薬物に対しては寛容な一方で、レストランやバーでの禁煙を進める。

### 外交・軍事政策
当面は欧州連合への加盟を支持する。平和や人権の分野で国際的に活躍の場を広げるとしているものの、軍事面では中立性を維持する観点から北大西洋条約機構へは加盟しない。平和主義的な立場は軍事政策にも現れており、スイス軍の削減や徴兵制の廃止を掲げている。

### 環境政策
環境税改正の拡大、再生可能エネルギーなどに対する政府の支援といった点では、スイス緑の党と政策を共有する。また、自動車から鉄道へと輸送手段を転換する立場から、道路の新設には反対で公共交通網の拡大を支持する。核エネルギー利用には反対。

## 連邦参事会議員
慣行により、スイス社会民主党は2名の連邦参事会議員を送り出している（マジック・フォーミュラー）。2024年現在、党所属の連邦参事会議員はエリーザベト・ボーム＝シュナイダーとベアト・ヤンスである。
| 1943年 – 1951年 | Ernst Nobs                         |
| 1951年 – 1953年 | Max Weber                          |
| 1959年 – 1969年 | Willy Spühler                      |
| 1959年 – 1973年 | Hans-Peter Tschudi                 |
| 1969年 – 1977年 | Pierre Graber                      |
| 1973年 – 1983年 | Willy Ritschard                    |
| 1977年 – 1987年 | Pierre Aubert                      |
| 1987年 – 1993年 | René Felber                        |
| 1983年 – 1995年 | Otto Stich                         |
| 1993年 – 2002年 | Ruth Dreifuss                      |
| 1995年 – 2010年 | モーリッツ・ロイエンベルガー       |
| 2002年 – 2011年 | ミシュリン・カルミー＝レイ         |
| 2010年 - 2022年 | シモネッタ・ソマルーガ             |
| 2011年 - 2023年 | アラン・ベルセ                     |
| 2023年 -        | エリーザベト・ボーム＝シュナイダー |
| 2024年 -        | ベアト・ヤンス                     |

## 党勢
2014年現在、党員数は33,000人。

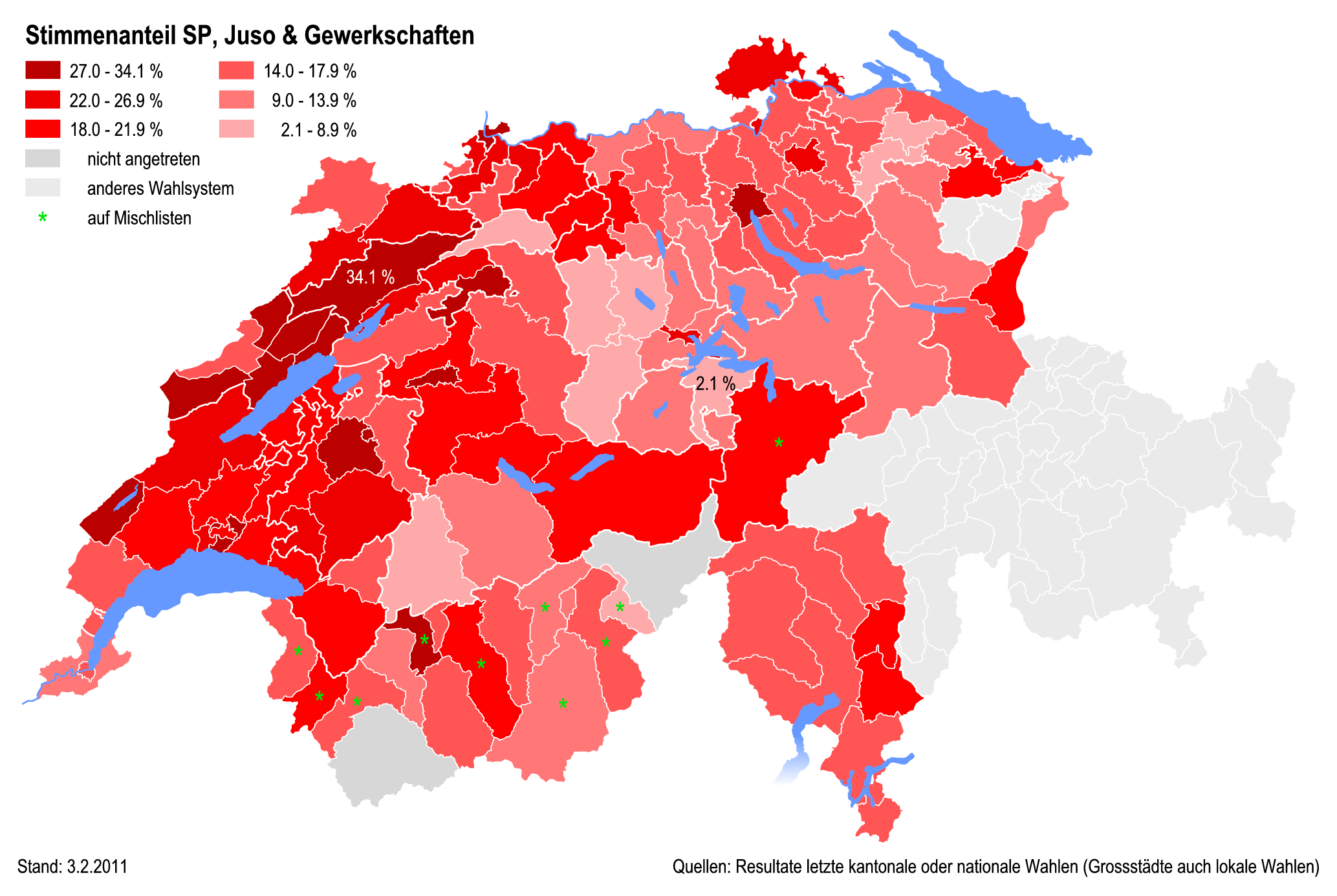
スイス社会民主党の地域別得票率（2011年）

2011年の連邦議会選挙の結果、国民議会では選挙前より3議席多い、200議席中46議席を獲得した。得票率は18.7%であった。全州議会では選挙前より2議席増やし、11議席を得た。
2015年の連邦議会選挙では、国民議会で43議席を獲得した。得票率は18.8%と前回比で増加したものの、議席数は減少した。また、全州議会では12議席を得た。
2019年の連邦議会選挙では、国民議会で4議席減の39議席となった。投票率は16.8%だった。全州議会では3議席を失い、9議席となった。